# Johann Ferdinand Seiz
Johann Ferdinand Seiz (Lambach, 5 januari 1738 – Sindelfingen, 23 september 1793) was een Duits luthers theoloog en dichter van het piëtisme.

## Biografie
Seiz, zoon van een dominee, volgde vanaf 1752 een kloosterschool in Denkendorf. Twee jaar later volgde hij een school in Maulbronn. Nog twee jaar later, dus 1756, ging hij op het Evangelisches Stift Tübingen, waar hij in 1758 tot master promoveerde en in 1766 repetitor werd. In datzelfde jaar werd hij in Besigheim tot diaken benoemd. In deze plaats trouwde hij ook met de jongste dochter van Friedrich Christoph Oetinger. In 1790 werd Johann Seiz in Sindelfingen dominee, waar hij op 55-jarige leeftijd aan een ernstige ziekte stierf.